# Шадрин, Николай Иванович
Николай Иванович Шадрин (1 мая 1947, Бирюса, Красноярский край — 3 сентября 2018, Владикавказ) — русский советский писатель, актёр, член Союза писателей России.

## Биография
Родился 1 мая 1947 года в селе Бирюса, Абанского района Красноярского края. Его предки были из казаков, которые принимали участие в освоении Сибири. Род Шадриных ведётся от рода Аксаковых. Николай Иванович Шадрин приходится дальним родственником Виктора Астафьева.
Завершив обучение в школе Николай проходил обучение в нескольких вузах. Сначала поступил в Красноярский политехнический, затем перевёлся в Иркутский сельскохозяйственный, но завершил обучение на актёрском факультете Владивостокского института искусств. Будучи студентом трудился плотником-бетонщиком на строительстве Красноярской ГЭС. В 1972 году, получив диплом о высшем театральном образовании стал работать в Южно-Сахалинском театре, затем актёрствовал в Абакане, Сызрани, Димировграде, в Кимрах, Курске. С 1973 по 1976 годы работал в Димитровградском драматическом театре. С 1977 года трудился актёром в Курском областном драматическом театре им. А. С. Пушкина. Несколько десятков ролей сыграл за более чем тридцатилетнюю актёрскую деятельность. 
В 1979 году читатель увидел первое опубликованное произведение Николая Шадрина - рассказ «Пальма», который был напечатан в московском журнале «Охота». Также его произведения печатали в областных газетах «Курская правда», в курских «Городских известиях», в журналах "Сибирские огни", "Подъем", "День и ночь", "Москва", "Казань", "Север", "Охота", "Литературный Владивосток", "Российская провинция". В 1989 была напечатана его книга повестей «Там, в краю далеком». С 1991 года являлся членом Союза писателей. Повесть "Грех" была опубликована в 1993 году. В 1997 году в свет вышел его сборник «Закат звезды». В 2004 году в Париже публикуется его роман "Без царя". Его произведение "Одиссея Злобина" был номинирован на премию «Большая книга» 2007 года.
Проживал в городе Курске. Скоропостижно скончался 3 сентября 2018 года находясь на гастролях во Владикавказе.

## Награды
- лауреат областной премии им. А. С. Пушкина,
- лауреат Всероссийской премии им. В. М. Шукшина за лучший короткий рассказ (1999),
- звание «Человек года» города Курска,
- премия «Общественное признание»,
- на Всероссийском конкурсе «Российский сюжет» роман "Без царя" стал победителем,
- премия журнала "Москва" за повесть "Небо в алмазах",
- Почетный работник культуры и искусства Курской области.